# Starin (Szagyolca)
Starin falu Horvátországban Verőce-Drávamente megyében. Közigazgatásilag Szagyolcához tartozik.

## Fekvése
Verőcétől légvonalban 34, közúton 41 km-re délkeletre, községközpontjától 3 km-re nyugatra, Nyugat-Szlavóniában, a Drávamenti-síkságon, Vraneševci és Šaševo között, a Szalatnokot Eszékkel összekötő 34-es számú főút mentén fekszik.

## Története
A falu területe már a történelem előtti időben is lakott volt. Ennek a bizonyítéka a falutól nyugatra található Selište nevű régészeti lelőhely. Az itt fekvő, enyhén déli irányba lejtő magaslaton Božo Radojčić földjén 1975-ben ásás közben „régi fazekat” talált. Az ásatást vezető régész Kornelija Minichreiter megállapította, hogy történelem előtti leletekről van szó. Téglát és cserépmaradványokat nem találtak, ezért a lelőhelyet ősi temetőként azonosították.
A település a 16. század végén, vagy a 17. század elején keletkezett pravoszláv vlachok betelepítésével
, akik a török uralom idején a környező földeket művelték meg. A térség 1684-ben szabadult fel a török uralom alól, de a lakosság részben helyben maradt. A település 1698-ban Szlavónia felszabadított településeinek összeírásában „pagus Sztarina” néven 4 családdal szerepel.
Az első katonai felmérés térképén „Dorf Starin” néven találjuk. Lipszky János 1808-ban Budán kiadott repertóriumában „Sztarin” néven szerepel. Nagy Lajos 1829-ben kiadott művében „Sztarin” néven 37 házzal, 204 lakossal szerepel.
1857-ben 153, 1910-ben 437 lakosa volt. 1910-ben a népszámlálás adatai szerint lakosságának 39%-a magyar, 35%-a egyéb, 16%-a szerb anyanyelvű volt. Verőce vármegye Szalatnoki járásának része volt. Az első világháború után 1918-ban az új szerb-horvát-szlovén állam, majd később (1929-ben) Jugoszlávia része lett. A második világháború idején a magyar lakosságot elüldözték. Lakossága a fiatalok elvándorlása következtében évtizedek óta folyamatosan csökkent, ma már csak harmada a háború utáni népességnek. 1991-ben lakosságának 78%-a szerb, 14%-a horvát nemzetiségű volt. 2011-ben 80 lakosa volt.

## Lakossága
| Lakosság változása | Lakosság változása | Lakosság változása | Lakosság változása | Lakosság változása | Lakosság változása | Lakosság változása | Lakosság változása | Lakosság változása | Lakosság változása | Lakosság változása | Lakosság változása | Lakosság változása | Lakosság változása | Lakosság változása | Lakosság változása |
| ------------------ | ------------------ | ------------------ | ------------------ | ------------------ | ------------------ | ------------------ | ------------------ | ------------------ | ------------------ | ------------------ | ------------------ | ------------------ | ------------------ | ------------------ | ------------------ |
| 1857               | 1869               | 1880               | 1890               | 1900               | 1910               | 1921               | 1931               | 1948               | 1953               | 1961               | 1971               | 1981               | 1991               | 2001               | 2011               |
| 153                | 143                | 182                | 199                | 411                | 437                | 310                | 335                | 239                | 235                | 209                | 203                | 141                | 111                | 103                | 80                 |

## Nevezetességei
Szűz Mária tiszteletére szentelt kápolnáját 1928-ban építették az ekkor lebontott régi kápolna helyére.